# Indonéz rúpia
Az indonéz rúpia Indonézia jelenlegi hivatalos pénzneme, valutája. Indonézia a rúpia pénznevet Indiától vette át. A hétköznapi nyelvben a perak megnevezés is használatos a rúpiára, jelentése indonézül ezüst.

## Története
Az első rúpiát 1945-ben vezették be az indonéz függetlenségi háború (1945-1949) idején és együtt forgott a holland-indiai guldennel (ideértve a japán kormányzóság, a Jávai Bank és a holland kormányzóság által kiadott pénzeket is) és a Holland-indiai rúpiával (ennek is volt a japán kormányzóság általi kiadása). 1949 végére az indonéz kiadású rúpia kiszorította a többi pénznemet. A Riau-szigetek és Új-Guinea indonéz fele a rúpia önálló változatát adta ki, az előbbit 1964-ben, az utóbbit 1971-ben cserélték le az országos valutára.
Mivel a rúpia elinflálódott, 1965. december 13-án – a mindmáig forgalomban lévő – új rúpiát vezettek be, ez 1000 régit ért. A valutát 1997-1998-ban az ázsiai pénzügyi válság nagyon megtépázta, egyik napról a másikra elvesztette értékének 35%-át. Míg azelőtt 2000-3000 rúpia volt az amerikai dollár árfolyama, 1998 júniusában 16 800-ra romlott. Ez is hozzájárult a Suharto-kormány bukásához. A legelterjedtebb külföldi valuta az amerikai dollár.
2013-ban a rúpia 26%-ot vesztett értékéből a dollárral szemben.

## Érmék
| Kép | Névérték   | Műszaki paraméterek | Műszaki paraméterek | Műszaki paraméterek | Műszaki paraméterek       | Leírás           | Leírás                       | dátumok    | dátumok     |
| Kép | Névérték   | Átmérő              | Vastagság           | Tömeg               | Összetétel                | Előlap           | Hátlap                       | Kibocsátás | visszavonás |
| --- | ---------- | ------------------- | ------------------- | ------------------- | ------------------------- | ---------------- | ---------------------------- | ---------- | ----------- |
|     | 50 rúpia   | 20 mm               | 2 mm                | 1,36 g              | Alumínium                 | Garuda Pancasila | "50" és Kepodang madár       | 1999       | forgalomban |
|     | 100 rúpia  | 23 mm               | 2 mm                | 1,79 g              | Alumínium                 | Garuda Pancasila | "100" és Palm Cockatoo madár | 1999       | forgalomban |
|     | 200 rúpia  | 25 mm               | 2,3 mm              | 2,38 g              | Alumínium                 | Garuda Pancasila | "200" és Bali Starling madár | 2003       | forgalomban |
|     | 500 rúpia  | 24 mm               | 1,8 mm              | 5,29 g              | Alumínium-Bronz           | Garuda Pancasila | "500" és jázmin              | 1991       | forgalomban |
|     | 500 rúpia  | 24 mm               | 1,83 mm             | 5,34 g              | Alumínium-Bronz           | Garuda Pancasila | "500" és jázmin              | 1997       | forgalomban |
|     | 500 rúpia  | 27 mm               | 2,5 mm              | 3,1 g               | Alumínium                 | Garuda Pancasila | "500" és jázmin              | 2003       | forgalomban |
|     | 1000 rúpia | 26 mm               | 2 mm                | 8,6 g               | Nikkel és Alumínium-bronz | Garuda Pancasila | "1000" és pálma              | 1993       | forgalomban |
|     | 1000 rúpia | 24,15 mm            | 1,6 mm              | 4,5 g               | nikkelezett acél          | Garuda Pancasila | Angklung és Gedung Sate      | 2010       | forgalomban |

## Bankjegyek

### 1998-as sorozat
2000 rúpiás bankjegyet 2009. július 9-én vezették be. A 2000 rúpiás bankjegyen pedig Braille-írással is ki van írva az címlet.
| Kép      | Kép      | Névérték      | Méret       | Szín             | Leírás                        | Leírás                              | Leírás                                     | Dátumok            | Dátumok            | Dátumok            |
| Előoldal | Hátoldal | Névérték      | Méret       | Szín             | Előoldal                      | Hátoldal                            | Vízjel                                     | Kibocsátás         | Visszavonás        | Elévülés           |
| -------- | -------- | ------------- | ----------- | ---------------- | ----------------------------- | ----------------------------------- | ------------------------------------------ | ------------------ | ------------------ | ------------------ |
|          |          | 1000 rúpia    | 141 × 65 mm | kék              | Pattimura kapitány            | Mutiara és Tidore-szigetek          | Cut Nyak Meutia                            | 2000. november 29. | 2022               | 2022               |
|          |          | 2 000 rúpia   | 141 × 65 mm | ibolya           | Antasari herceg               | táncosok                            | Cut Nyak Meutia                            | 2009. július 9.    | 2022               | 2022               |
|          |          | 5 000 rúpia   | 143 × 65 mm | zöld és barna    | Tuanku Imam Bonjol            | szövőnő                             |                                            | 2001. november 6.  | 2022               | 2022               |
|          |          | 10 000 rúpia  | 148 × 72 mm | barna és ibolya  | Cut Nyak Dhien                | Segara Anak-tó                      | Wage Rudolf Soepratman                     | 1998               | 2008. december 31. | 2018. december 30. |
|          |          | 10 000 rúpia  | 145 × 65 mm | ibolya           | II. Mahmud Badaruddin szultán | hagyományos Limas-ház Dél-Szumátrán | II. Mahmud Badaruddin szultán              | 2005               | 2022               | 2022               |
|          |          | 20 000 rúpia  | 152 × 72 mm | zöld             | Ki Hajar Dewantara            | tanulók                             | Ki Hajar Dewantara                         | 1998               | 2008. december 31. | 2018. december 30. |
|          |          | 20 000 rúpia  | 147 × 65 mm | zöld             | Otto Iskandar Di Nata         | Tea-ültetvény                       | Otto Iskandar Di Nata                      | 2004               | 2022               | 2022               |
|          |          | 50 000 rúpia  | 152 × 72 mm | ibolya, sárga    | Wage Rudolf Soepratman        | Displaying/rising a flag            | H.O.S. Cokroaminoto                        | 1999               | 2008. december 31. | 2018. december 30. |
|          |          | 50 000 rúpia  | 149 × 65 mm | kék              | I. Gusti Ngurah Rai           | Beratan-tó Balin                    | I. Gusti Ngurah Rai                        | 2005               | 2022               | 2022               |
|          |          | 100 000 rúpia | 151 × 65 mm | sárga, rózsaszín | Sukarno és Mohammad Hatta     | Parlament épülete                   | Garuda Pancasila és a központi bank logója | 1999               | 2008. december 31. | 2018. december 30. |
|          |          | 100 000 rúpia | 151 × 65 mm | vörös            | Sukarno és Mohammad Hatta     | Parlament épülete                   | Wage Rudolf Soepratman                     | 2004. december 29. | 2022               | 2022               |

### 2016-os sorozat
2016. december 19-én bocsátották ki az új bankjegysorozatot.
| Kép      | Kép      | Névérték      | Méret       | Szín        | Leírás                 | Leírás                               | Dátumok   | Dátumok            | Dátumok             |
| Előoldal | Hátoldal | Névérték      | Méret       | Szín        | Előoldal               | Hátoldal                             | Nyomtatás | Kibocsátás         | Visszavonás         |
| -------- | -------- | ------------- | ----------- | ----------- | ---------------------- | ------------------------------------ | --------- | ------------------ | ------------------- |
|          |          | 1000 rúpia    | 141 × 65 mm | sárga, zöld | Tjut Meutia            | Banda Neira                          | 2016      | 2016. december 19. | 2022. augusztus 31. |
|          |          | 2000 rúpia    | 141 × 65 mm | szürke      | Mohammad Husni Thamrin | piring táncos                        | 2016      | 2016. december 19. | 2022. augusztus 31. |
|          |          | 5 000 rúpia   | 143 × 65 mm | barna       | Idham Chalid           | Bromo-hegy                           | 2016      | 2016. december 19. | 2022. augusztus 31. |
|          |          | 10 000 rúpia  | 145 × 65 mm | lila        | Frans Kaisiepo         | Watobi Nemzeti Park                  | 2016      | 2016. december 19. | 2022. augusztus 31. |
|          |          | 20 000 rúpia  | 147 × 65 mm | zöld        | G.S.S.J. Ratulangi     | gang tánc és a Derawan-szigetek      | 2016      | 2016. december 19. | 2022. augusztus 31. |
|          |          | 50 000 rúpia  | 149 × 65 mm | kék         | Djuanda Kartawidjaja   | legong tánc és a Komodo Nemzeti Park | 2016      | 2016. december 19. | 2022. augusztus 31. |
|          |          | 100 000 rúpia | 151 × 65 mm | vörös       | Sukarno és Hatta       | topeng tánc és Raja Ampat            | 2016      | 2016. december 19. | 2022. augusztus 31. |

### 2022-es sorozat
2022. augusztus 18-án új bankjegysorozatot bocsátottak ki.
| Kép      | Kép      | Névérték      | Méret       | Szín        | Leírás                 | Leírás                               | Dátumok   | Dátumok             | Dátumok     |
| Előoldal | Hátoldal | Névérték      | Méret       | Szín        | Előoldal               | Hátoldal                             | Nyomtatás | Kibocsátás          | Visszavonás |
| -------- | -------- | ------------- | ----------- | ----------- | ---------------------- | ------------------------------------ | --------- | ------------------- | ----------- |
|          |          | 1000 rúpia    | 141 × 65 mm | sárga, zöld | Tjut Meutia            | Banda Neira                          | 2022      | 2022. augusztus 17. | forgalomban |
|          |          | 2000 rúpia    | 141 × 65 mm | szürke      | Mohammad Husni Thamrin | piring táncos                        | 2022      | 2022. augusztus 17. | forgalomban |
|          |          | 5 000 rúpia   | 143 × 65 mm | barna       | Idham Chalid           | Bromo-hegy                           | 2022      | 2022. augusztus 17. | forgalomban |
|          |          | 10 000 rúpia  | 145 × 65 mm | lila        | Frans Kaisiepo         | Watobi Nemzeti Park                  | 2022      | 2022. augusztus 17. | forgalomban |
|          |          | 20 000 rúpia  | 147 × 65 mm | zöld        | G.S.S.J. Ratulangi     | gang tánc és a Derawan-szigetek      | 2022      | 2022. augusztus 17. | forgalomban |
|          |          | 50 000 rúpia  | 149 × 65 mm | kék         | Djuanda Kartawidjaja   | legong tánc és a Komodo Nemzeti Park | 2022      | 2022. augusztus 17. | forgalomban |
|          |          | 100 000 rúpia | 151 × 65 mm | vörös       | Sukarno és Hatta       | topeng tánc és Raja Ampat            | 2022      | 2022. augusztus 17. | forgalomban |